# Người Mỹ gốc Hàn
Người Mỹ gốc Hàn (tiếng Anh: Korean Americans, tiếng Hàn: 한국계 미국인; Hanja: 韓國系美國人; Romaja: Hangukgye-Migukin) là công dân của Hợp chúng quốc Hoa Kỳ có nguồn gốc từ bán đảo Triều Tiên mà chủ yếu là cộng đồng dân di cư đến từ Đại Hàn Dân Quốc và một thiểu số rất nhỏ từ Bắc Triều Tiên, Trung Quốc, Nhật Bản cùng các quốc gia hậu Xô viết. Cộng đồng người Mỹ gốc Hàn ước tính bao gồm khoảng 0,6% dân số Hoa Kỳ, tương đương khoảng 1,8 triệu người, và là nhóm cư dân người Mỹ gốc Á lớn thứ năm (loại trừ một số người gốc Tây Á), sau người Mỹ gốc Hoa, người Mỹ gốc Philippines, người Mỹ gốc Ấn Độ và người Mỹ gốc Việt. Hoa Kỳ cũng là nơi có cộng đồng người di cư lớn thứ hai của người Hàn Quốc/Bắc Triều Tiên trên thế giới sau Cộng hòa Nhân dân Trung Hoa.

## Lịch sử
Soh Jaipil được coi là người Mỹ gốc Hàn đầu tiên. Sau thất bại của cuộc đảo chính Gapsin năm 1884, ông đến Hoa Kỳ vào ngày 26 tháng 5 năm 1885 và được chính thức nhập quốc tịch Mỹ vào năm 1890. Bán đảo Triều Tiên cũng được thêm vào lịch sử của những người nhập cư sớm của Hoa Kỳ. Hai nhân vật quan trọng khác là các nhà hoạt động độc lập của Hàn Quốc, bao gồm Ahn Chang-ho và Lý Thừa Vãn.
Vào ngày 13 tháng 1 năm 1903, một nhóm công nhân từ Đế quốc Đại Hàn đã vượt biển Thái Bình Dương để đến làm việc trong một đồn điền trồng mía ở Hawaii, Honolulu, Hoa Kỳ.
Ngày 30 tháng 1 năm 1968, Đạo luật Di trú và Quốc tịch đầu tiên của Hoa Kỳ đã ra đời và sau khi có hiệu lực, rất nhiều người dân Hàn Quốc và Bắc Triều Tiên (nhưng chủ yếu vẫn là người Hàn Quốc) đã di cư sang Mỹ.

## Dân số
Số người Mỹ gốc Hàn trong lịch sử như sau:
| Năm  | Dân số    |
| ---- | --------- |
| 1910 | 462       |
| 1920 | 1.224     |
| 1930 | 1.860     |
| 1940 | 1.711     |
| 1970 | 69.130    |
| 1980 | 354.593   |
| 1990 | 798.849   |
| 2000 | 1.076.872 |
| 2010 | 1.423.784 |

Theo một cuộc khảo sát do Cục điều tra dân số Hoa Kỳ thực hiện vào năm 2012, có 1.7.682.682 người Mỹ gốc Hàn.
Theo kết quả của Tổng điều tra dân số Hoa Kỳ năm 2010, các khu vực phân bố rộng rãi nhất của người Mỹ gốc Hàn là các bang: California (452.000, chiếm 1,2% dân số của bang) và Hawaii (232.000, chiếm 1,8% dân số của bang), New York (141.000, chiếm 0,7% dân số của bang), New Jersey (94.000, chiếm 1,1% dân số của bang), Virginia (71.000, chiếm 0,9% dân số của bang), Texas (68.000, chiếm 0,3% dân số của bang), Washington (62.400, chiếm 0,9% dân số của bang), Illinois (61.500, chiếm 0,5% dân số của bang), Georgia (52.500, chiếm 0,5% dân số của bang), Maryland (49.000, chiếm 0,8% dân số của bang) và Pennsylvania (41.000, chiếm 0,3% dân số của bang).

## Nhân vật nổi tiếng

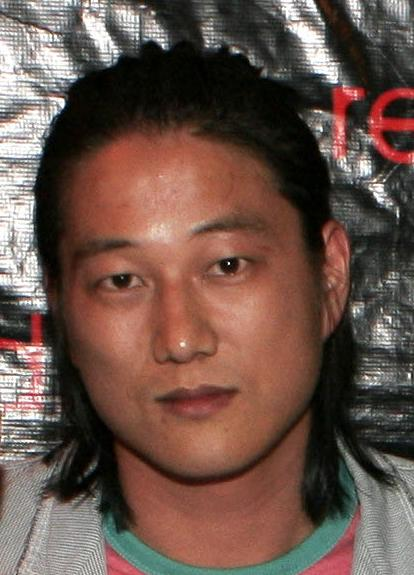
Sung Kang, diễn viên nổi tiếng
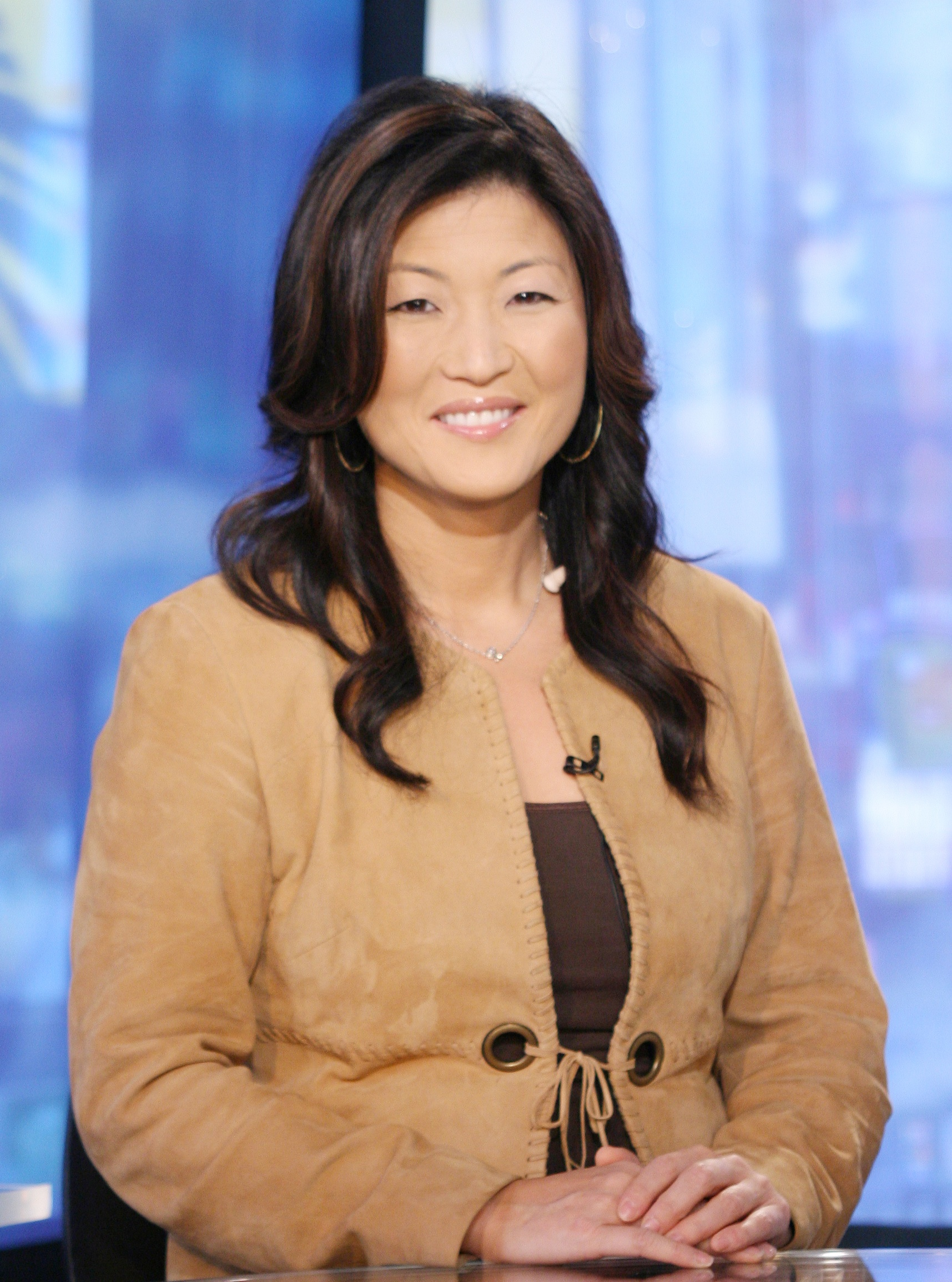
Juju Chang, nhà báo
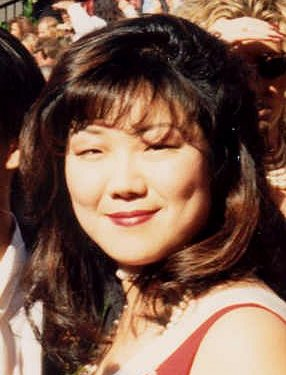
Margaret Cho, diễn viên hài kịch
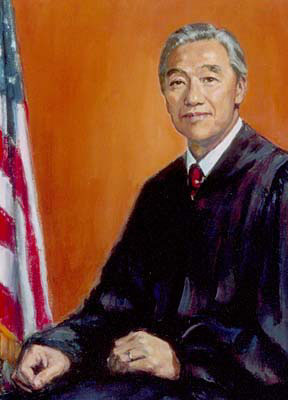
Herbert Choy, thẩm phán liên bang Hoa Kỳ
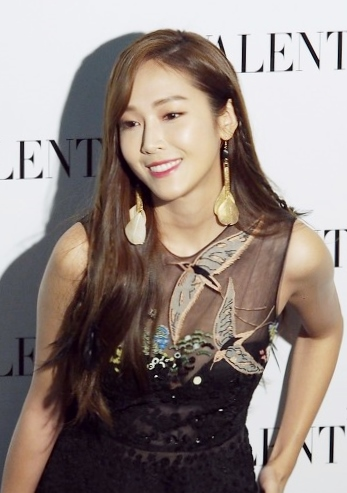
Jessica Jung, nữ ca sĩ Hàn Quốc, nhà thiết kế thời trang
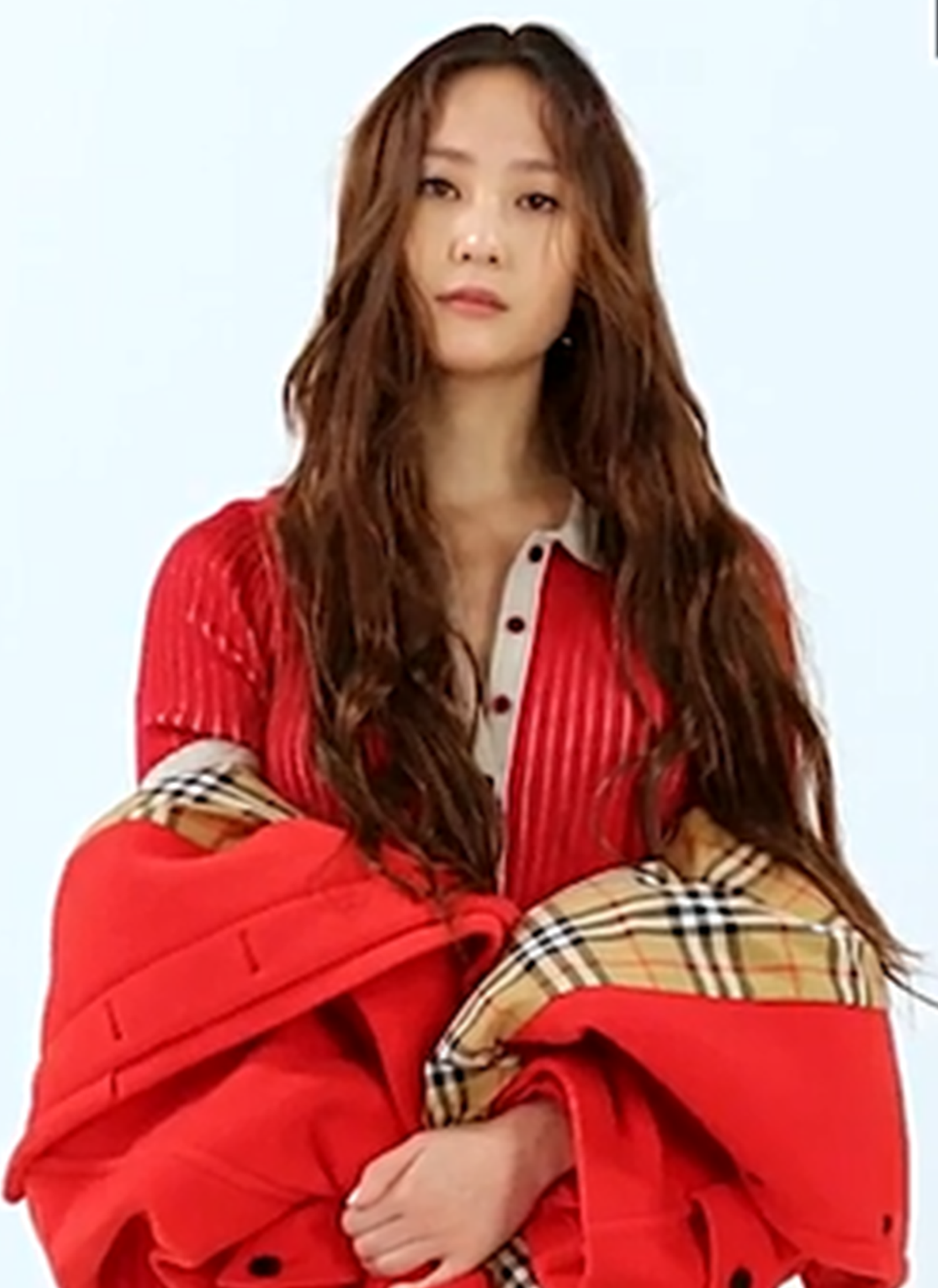
Krystal Jung, nữ ca sĩ Hàn Quốc
Tiffany Young Hwang, nữ ca sĩ Hàn QuốcTiffany Young Hwang, nữ ca sĩ Hàn Quốc
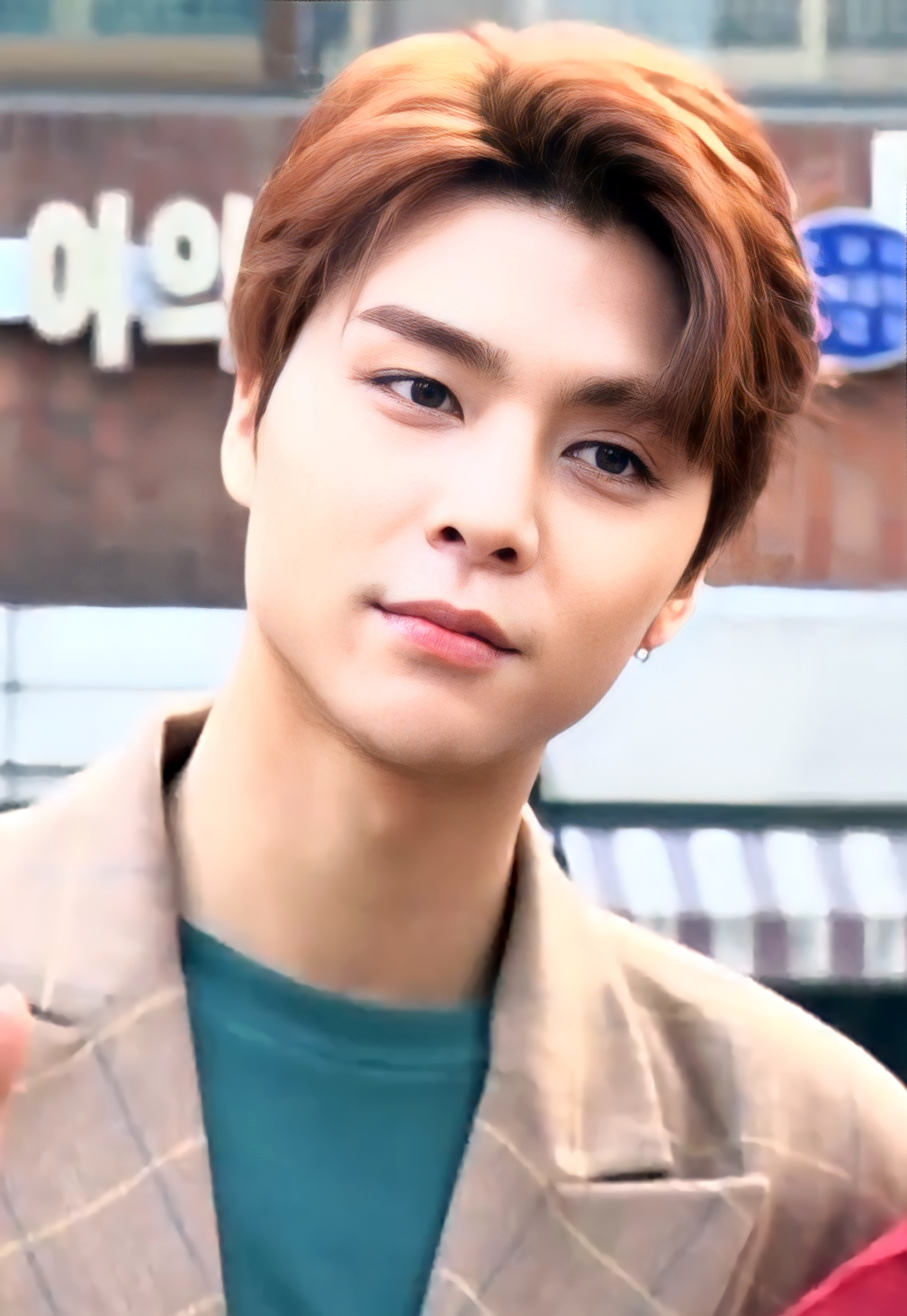
Johnny Suh, nam ca sĩ Hàn Quốc, thành viên nhóm nhạc NCT